# 기원전 37년

## 연호
- 전한(前漢) 건소(建昭) 2년

## 기년
- 전한(前漢) 원제(元帝) 12년
- 신라(新羅) 혁거세 거서간(赫居世居西干) 21년
- 고구려(高句麗) 동명성왕(東明聖王) 원년

## 사건
- 고구려(高句麗)가 건국되었다.[1]
- 신라(新羅)의 수도 금성(현재의 경주시)에 성이 세워지다.[2]

## 참고 문헌
- 김부식 (1145). 〈권제1 혁거세 거서간 條〉. 《삼국사기》.